# Sylva (Észak-Karolina)
Sylva település az Amerikai Egyesült Államok Észak-Karolina államában, Jackson megyében, melynek megyeszékhelye is. Lakosainak száma 2578 fő (2020. április 1.).

## Népesség
A település népességének változása:

| 2010 | 2 588 |
| 2020 | 2 578 |